# Johann Georg Euler
Johann Georg Euler (Basilea, 25 maggio 1815 – Lutzenberg, 6 dicembre 1894) è stato un imprenditore, politico e mecenate svizzero.

## Biografia
Figlio di Johann Rudolf, di professione commesso, e di Judith Frei, iniziò la sua carriera nell'industria tessile entrando nel decennio 1830-1840 entrò nella ditta di ricami di Johannes Bänziger. Alla morte di quest'ultimo nel 1840, ne rilevò la ditta. Nel 1842 sposò Anna Elisabeth Bänziger, sorella dello stesso Johannes Bänziger. Gestì inizialmente la ditta con la moglie e la portò ai vertici del settore, dandole una rinomanza mondiale. Tra il 1850 e il 1875 ampliò la struttura della ditta facendo costruire a Lutzenberg, in località Dorfhalde, degli imponenti edifici industriali.
Johann Georg Euler fu anche attivo nella politica cantonale di Appenzello Esterno, prima come membro del Gran Consiglio tra il 1856 e il 1863, e poi come membro del governo in funzione di alfiere dal 1863 al 1864 e come tesoriere dal 1864 al 1867. Fece anche parte della commissione cantonale dei lavori pubblici tra il 1858 e il 1867. Fu un grande appassionato di caccia, possedendo anche una riserva nella regione del Vorarlberg e si distinse per la sua opera di mecenatismo.